# Cnephasia ecullyana
Cnephasia ecullyana is een vlinder uit de familie bladrollers (Tortricidae). De wetenschappelijke naam is voor het eerst geldig gepubliceerd in 1951 door Real.
De soort komt voor in Europa.